# Bertrand II de Forcalquier
Pour les articles homonymes, voir Bertrand II.
Bertrand II, mort en 1207, fut comte de Forcalquier de la mort de son père, survenu entre 1149 et 1151 à sa mort. Il était fils de Bertrand Ier, comte de Forcalquier, et de Josserande de Flotte.

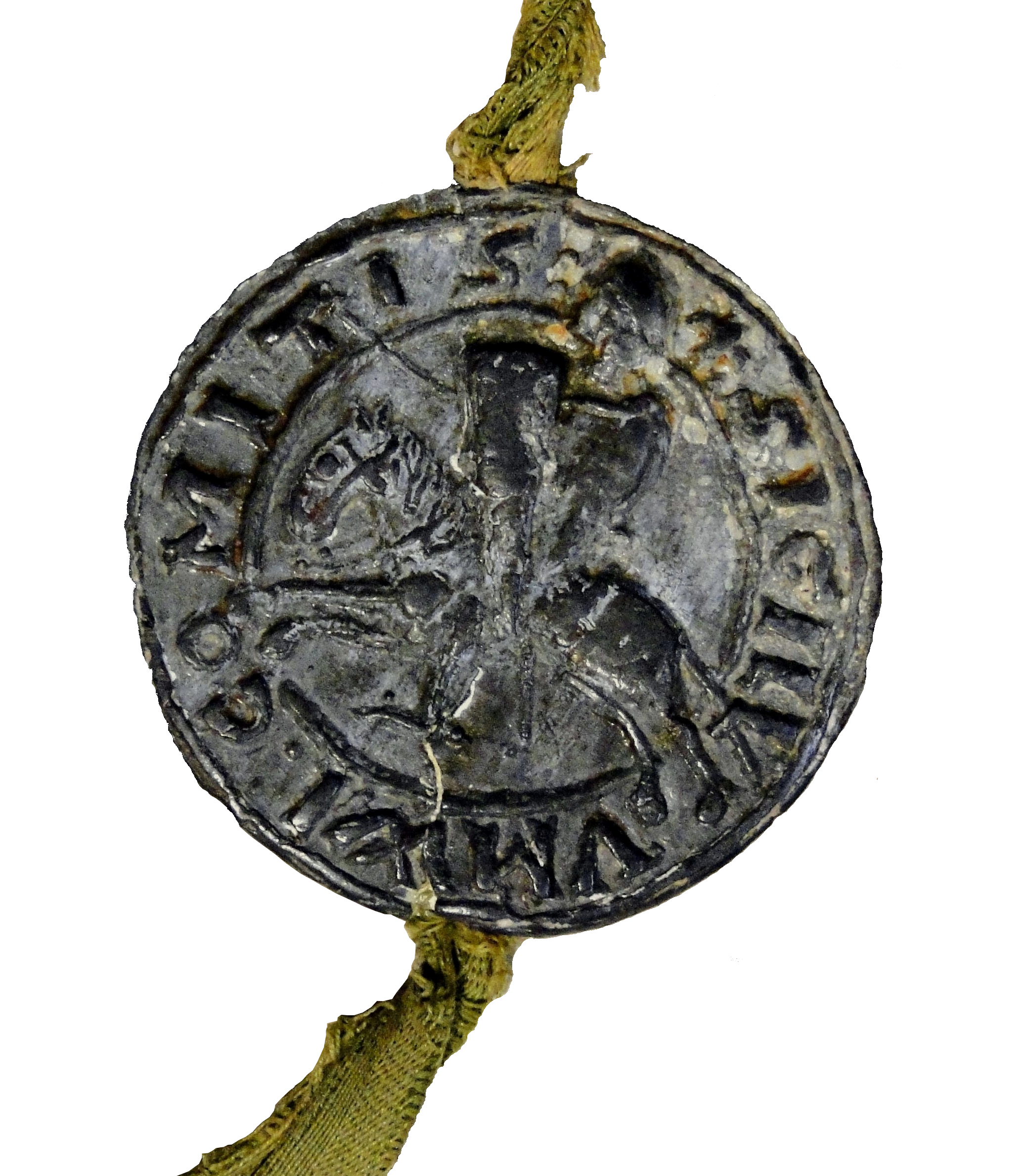
Bulle de Bertrand II de Forcalquier (1206).

Il succéda à son père avec son frère Guillaume. Ils sont tous deux cités dans une donation qu'ils firent en 1168 à l'ordre de Saint-Jean de Jérusalem. Durant leur règne, ils durent lutter contre le roi Alphonse II d'Aragon, également comte de Provence, qui cherchait à s'étendre vers le nord. En 1193, ils furent obligés de se soumettre et de signer le traité d'Aix-en-Provence (1193) par lequel Garsende de Sabran, petite-fille de Guillaume, héritait du comté et épousait le fils d'Alphonse. 
Profitant de la mort d'Alphonse II et de la jeunesse de son successeur, il reprit les hostilités, ravagea le pays d'Aix et s'allia au dauphin du Viennois, en lui faisant épouser sa petite-fille. Mais les deux frères furent à nouveau battus par les Catalans et durent se soumettre. Bertrand mourut en 1207 et Guillaume en 1209.
Il avait épousé Cécile de Béziers, probablement de la famille des Trencavel, et eut :
- Béatrix, mariée à Pons Justas ;
- Cécile, mariée à Roger III († 1257), vicomte de Couserans et comte de Pallars.